# Karen Allers
Karen Allers, née en 1976, est une nageuse sud-africaine.

## Carrière
Karen Allers remporte aux Jeux africains de 1995 à Harare la médaille d'or sur 400 mètres nage libre ainsi que sur les relais 4 x 100 mètres nage libre et 4 x 200 mètres nage libre, et la médaille d'argent sur le 200 mètres nage libre.
Elle termine troisième du 200 mètres nage libre et du 400 mètres nage libre aux sélections olympiques d'Afrique du Sud à Durban en mars 1996.